# Bubon
Bubon es un género de  plantas herbáceas perteneciente a la familia Apiaceae, originarias de Asia.
Comprende 8 especies descritas.

## Taxonomía
El género fue descrito por Carlos Linneo y publicado en Species Plantarum 1: 253. 1753. La especie tipo es: Bubon macedonicus L. 

## Especies
A continuación se brinda un listado de las especies del género Bubon descritos hasta julio de 2013, ordenadas alfabéticamente. Para cada una se indica el nombre binomial seguido del autor, abreviado según las convenciones y usos.
- Bubon ammoides Lag.
- Bubon buctornense Hornem.
- Bubon glaucum Spreng.
- Bubon globosum Steven ex Ledeb.
- Bubon libanotis Dumort.
- Bubon persicum Pall. ex Ledeb.
- Bubon peucedanifolium Spreng.
- Bubon rigidum Spreng.